# Graham Stack
Graham Christopher Stack (ur. 26 września 1981 w Hampstead) – irlandzki piłkarz pochodzenia angielskiego występujący na pozycji bramkarza. Jest wychowankiem Arsenalu. Zaliczył siedem występów w młodzieżowej reprezentacji Irlandii w kategorii wiekowej U-21.
W swojej karierze rozegrał 56 spotkań w Scottish Premier League.